# تریوون برومل
تریوون برومل (انگلیسی: Trayvon Bromell؛ زادهٔ ۱۰ ژوئیهٔ ۱۹۹۵) یک دونده اهل ایالات متحده آمریکا است. از افتخارات وی میتوان به کسب مدال برنز ۱۰۰ متر در ۲۰۱۵ پکن اشاره کرد.